# Argis ovifer
Argis ovifer är en kräftdjursart som först beskrevs av M. J. Rathbun 1902.  Argis ovifer ingår i släktet Argis och familjen Crangonidae. Inga underarter finns listade i Catalogue of Life.